# Blaupunkt Bongo CR/II.
Blaupunkt Bongo CR/II. típusjelű rádió-magnó. Gyártó: Blaupunkt Werke Gmbh.
A Blaupunkt cég nésodik Bongo CR típusú rádiómagnója, amely hosszú-, közép-, rövid- és ultrarövidhullámú rádiófrekvenciás egységgel, mono kazettás magnóval és mono végerősítővel van felszerelve. Ugyancsak tartalmaz egy beépített elektretmikrofont, automata felvételi szintszabályozót és automata szalagvégkapcsolót. A készülék oszcillátorába egy interferencia-csökkentő kapcsoló is be van építve, amely abban az esetben használható, amikor magnófelvétel során az előmágnesező áram frekvenciája és az AM-sávok vételi frekvenciája összegerjed, ezáltal interferencia-füttyöt okozva a felvételben.

## Műszaki adatok és minőségi jellemzők

### Mechanikai adatok
- Üzemeltetési helyzet: vízszintes és függőleges
- Szalagtárolási rendszer: Compact Cassette
- Rögzítőhető sávrendszer: félsáv, mono
- Lejátszható sávrendszerek: 
  - félsáv, mono
  - 2x negyedsáv sztereó (monósítva)
- Felvételi és lejátszási szalagsebesség: 4,76 cm/s ± 1,5%
- Szalagsebesség-ingadozás: ± 0,3%
- Gyorstekercselési idő C 60 kazettánál: 90 s
- Beépített motor: 1 db, egyenáramú
- Szalaghosszmérés: nincs
- Külső méretek: 80 x 210 x 370 mm
- Tömege: 3,7 kg (telepek nélkül)

### Hangfrekvenciás átviteli jellemzők
- Használható szalagfajták: 
  - vasoxidos (Fe2O3)
  - kóromdioxidos (CrO2)
- Frekvenciaátvitel szalagról mérve: 
  - 80...8 000 Hz ± 3 dB (Fe2O3)
  - 50...10 000 Hz ± 3 dB (CrO2)
- Jel-zaj viszony szalagról mérve, 1 kHz/0 dB jelnél: 
  - >= 40 dB (Fe2O3)
  - >= 44 dB (CrO2)
- Törlési csillapítás 1 kHz/0 dB jelnél: >= 60 dB
- Szalagról mért harmonikus torzítás, feszültségkimeneten, 333 Hz/0 dB jelnél:
  - >= 5% (Fe2O3)
  - >= 3,5% (CrO2)
- A végerősítő frekvenciaátvitele: 50...14 000 Hz
- A végerősítő harmonikus torzítása: <= 10%

### Üzemi adatok
- Felvételi és lejátszási korrekció: 
  - 3180 + 120 µs
  - 3180 + 70 µs
- Törlő és előmágnesező áram frekvenciája: 50 kHz ± 8 kHz
- Tápegyenfeszültség: 9 V
- Telepkészlet: 6 db 1,5 V-os R 14 bébielem
- Hálózati tápfeszültség: 220 V, 50 Hz
- Teljesítményfelvétel hálózatból: 9 VA
- Megengedett hálózati feszültségingadozás: ±10 V

### Általános adatok
- Hangszínszabályozás:
  - 10 kHz-en +6 dB/-12 dB
- Hangfrekvenciás bemenetek:
  - mikrofon: 0,6...20 mV/2 kOhm
  - lemezjátszó: 50...4500 mV/1,5 MOhm
  - rádió: 5...50 MV/10 kOhm
- Hangfrekvenciás kimenetek:
  - jelfeszültség: 600 mV/20 kOhm
  - fejhallgató: 400 mV/100 ohm
  - hangszóró: 2,1 V/4 ohm
- Hangfrekvenciás kimeneti teljesítmény:
  - telepes üzemben: 
    - 0,6 W (szinuszos)
    - 1 W (zenei)

  - hálózati üzemben:
    - 1 W (szinuszos)
    - 1,3 W (zenei)
- Beépített hangszóró: 2 W, 4 ohm
- Kivezérlésmérő: nincs beépítve

### Rádiófrekvenciás adatok
- Vételi sávok: 
  - hosszúhullám, 145...286 kHz
  - középhullám, 520...1620 kHz
  - rövidhullám, 5,5...9,5 MHz
  - URH (OIRT normás), 64...73 MHz
- Vételi érzékenység:
  - hosszúhullámon: 4,8 mV/m
  - középhullámon: 330 µV/M
  - rövidhullámon: 20 µV/M (Az AM-sávokon 20 dB jel-zaj viszonyra vonatkoztatott érzékenységi szintek.)
  - URH-n: 5 µV (26 dB jel-zaj viszonynál)
- Vételi szelektivitás:
  - hosszú- és középhullámon: >= 32 dB
  - rövidhullámon:  >= 26 dB
  - URH-n: >= 46 dB
- Frekvenciaátvitel rádióműsor-vételnél:
  - AM sávokon: 50...4500 Hz
  - FM sávon: 50...15 000 Hz
- Demodulációs torzítás:
  - AM sávokon: <= 5%
  - FM sávon <= 2,5%

### Szolgáltatások
- Automata szalagvégkapcsoló
- Automata felvételi kivezérlés
- Szalagminőség-választó (Fe2O3/CrO2 szalagra)
- Beépített elektretmikrofon

### Beépített erősítőelemek
- Tranzisztorok:
  - 2 db 2 SC 1047
  - 2 db 2 SC 829
  - 5 db 2 SC 828
  - 5 db 2 SC 644
  - 1 db 2 SC 1327
  - 1 db 2 SC 1406
  - 1 db 2 SA 757
- Integrált áramkör: 
  - 1 db LA 1201

### Mechanikus beállítási adatok
- A gumigörgő nyomóereje felvétel/lejátszás üzemmódben: 590...610 cN
- A felcsévélő tengelycsonk forgatónyomatéka felvétel/lejátszás üzemmódban: 50...65 cN
- A csévélő tengelycsonkok forgatónyomatéka gyorstekercselésnél: minimum 70 cN (mindkét irányban)
- Az automata szalagvégkapcsoló mechanikus érintkezőjének nyomatéka: 50 cN
- A hajtómotor fordulatszám-szabályozása: Elektronikus fordulatszám-szabályozó áramkörrel. A pontos fordulatszám a motor védőburkolat alján lévő nyíláson keresztül a beépített trimmer potenciométerrel szabályozható.

### Áramfelvételi adatok
- Üresjáratban: 30 mA
- Gyorstekercselésnél: 380 mA
- Lejátszás üzemben: 220 mA (közepes hangerőnél)
- Felvételi üzemben: 240 mA (együtthallgatás nélkül)
- Felvétel a beépített rádióból, teljes monitor hangerőnél: 450 mA
- Rádióműsor-hallgatás, teljes hangerőnél: 380 mA

### Elektromos beállítások
- Előmágnesező áram: 
  - 0,75 mA (Fe2O3)
  - 1 mA (CrO2)
- Előmágnesező feszültség:
  - 75 mV (Fe2O3)
  - 100 mV (CrO2)

(a kombináltfej melegpontján mérve, a VR 3 és a VR 2 jelű trimmer potenciométerrel állíthatóan)
- Törlés: nagyfrekvenciás
- Törlőfeszültség: 22 Veff
- Beépített fejek:
  - 1 db félsávos törlő,
  - 1 db félsávos kombináltfej

(mindkettő lágy permalloyból készült fejmaggal)

### Rádiófrekvenciás beállítások
- AM középfrekvencia: 460 kHz
- FM középfrekvencia: 10,7 MHz
- Az AM oszcillátorok hangolása: a rádiófrekvenciás adatoknál megadott vételi sávok szélső frekvenciáin
- Az AM modulátor hangolása:
  - hosszúhullámon: 150 kHz/230 kHz
  - középhullámon: 600 kHz/1500 kHz
  - rövidhullámon: 6 MHz/15 MHz
- Az FM oszcillátor hangolása: 66 MHz/72 MHz
- Az FM modulátor hangolása: 66,5 MHz/71 MHz